# أبو سعيد العفيف
أبو سعيد العفيف هو أحد أسماء الطب المصري في 1300م في القاهرة وهو أحد أبناء مصر من الطائفة السامرية.
من مؤلفاته «لمحة في الطب» مشهور بالعفيفة أو العفيف أو «اللمحة العفيفة في الطب» وهو في الامراض الجزئية اختصره الايلاقي وغيره، شرحه مظفر الدين محمود العينتابي المعروف بابن الامشاطي وسماه «تأسيس الصحة» 